# Dudy wielkopolskie
Dudy wielkopolskie – rodzaj dud występujących w południowo-zachodniej Wielkopolsce.

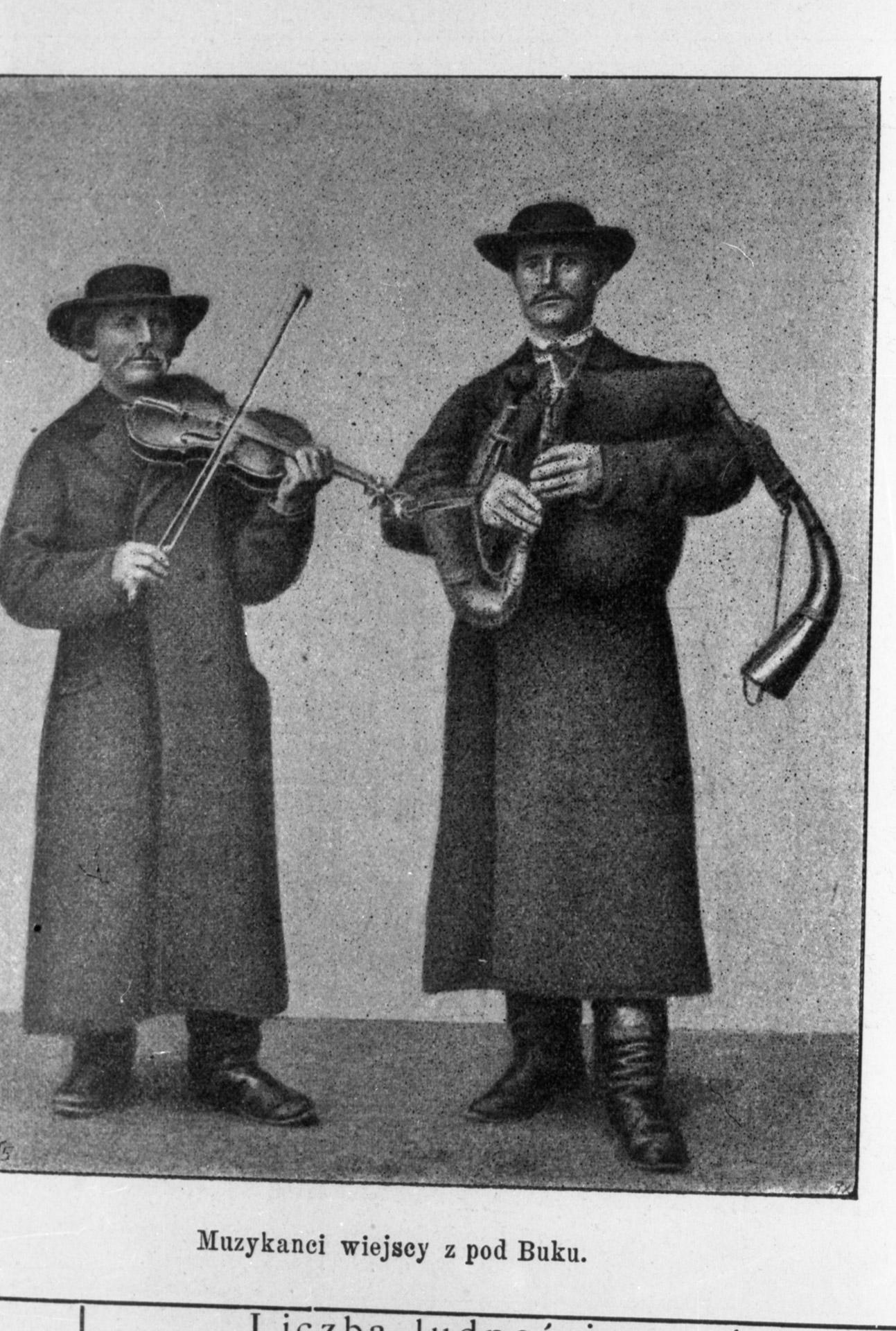
Skrzypek i dudziarz z okolic Buku (1902). Dudy w typie wielkopolskim

## Budowa
Dudy wielkopolskie składają się z piszczałki melodycznej, piszczałki burdonowej, worka oraz mieszka, którym wdmuchuje się powietrze.
- Piszczałka melodyczna (przebierka) ma 7 otworów palcowych. W jej górnej części osadzony jest pojedynczy stroik (treska), dolna część natomiast zakończona jest rogiem złączonym z metalową czarą głosową[2] (tzw. przedni róg[3])
- Piszczałka burdonowa (burdon, zwany też bąkiem) składa się z trzech rurek połączonych metalowymi kanalikami. Wylot piszczałki zakończony jest rezonatorem z rogu bydlęcego[2]. Stroik w burdonie jest również pojedynczy.
- Worek gromadzi powietrze, które przechodzi przez stroiki piszczałek melodycznej i burdonowej. Drewniane łącze, do którego wsuwa się mieszek, określane jest nazwą jabłko[2].
- Mieszek (dymka) służy do wpompowywania powietrza do worka. Umocowany do niego jest hak, o który dudziarz zaczepia pasek łokciowy[2].

## Strój i skala
Strój dud wielkopolskich był zróżnicowany regionalnie – od Fis do d. Obecnie dominuje strój B.

## Zasięg występowania
Jadwiga Sobieska granicę zasięgu zamieszkania dudziarzy ok. 1950 r. opisała jako linię łączącą Poznań, Środę, Jarocin, Ostrów, Krotoszyn, Rawicz, Kaszczor, Wolsztyn, Nowy Tomyśl, Młodasko i Poznań.
Jej zdaniem, w latach 30. XX w., do obszarów o największej gęstości zamieszkania dudziarzy należały: okolice między Bukiem, Opalenicą, Grodziskiem i Modrzem; obszar między Czempiniem, Kościanem a Zbęchami w ówczesnym powiecie kościańskim; oraz rejon między Gostyniem, Poniecem, Rawiczem, Baszkowem i Kobylinem. Ostatni wymieniony obszar cechowała również największa intensywność praktyki dudziarskiej.

## Historia
Zdaniem Jadwigi Sobieskiej dudy o formie zbliżonej do współczesnej występowały i były popularnym instrumentem w Wielkopolsce już w XVI w. Nie wiadomo, czy nadymane były ustnie czy też z pomocą mieszka. Przynajmniej od XIX wieku konstrukcja dud wielkopolskich jest identyczna ze współczesną.
Historyczne rejestry podatkowe odnotowały pobór podatków od dudziarzy. W 1580 we wsi Górsko leżącej w województwie wielkopolskim, w powiecie wolsztyńskim, w gminie Przemęt, pobrano podatek od jednego dudarza czyli wytwórcy dud wielkopolskich lub instrumentalisty grającego na tym instrumencie.

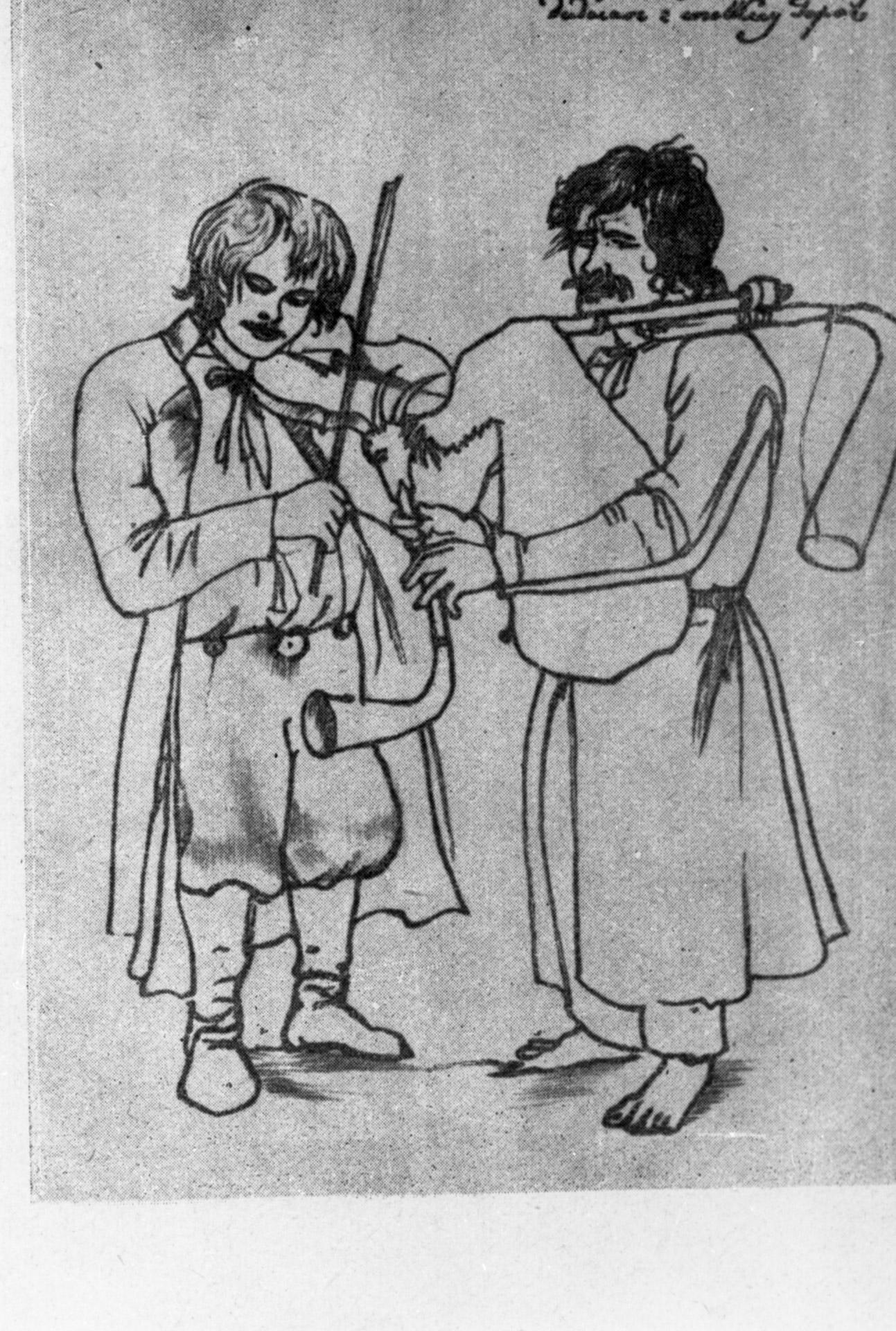
Reprodukcja rysunku Elizy Radziwiłłówny Marcin Syba. Skrzypek Strugowski. Józef Nadobny. Dudziarz z wielkiey Topoli z 1826, który zamieszczono w Die Slawen F. Tetznera (1902)

## Praktyka wykonawcza
Kapela dudziarska składała się z dud i skrzypiec podwiązanych (a do XIX w. z dud i mazanek). Strój skrzypiec podwiązanych jest o oktawę wyższy od stroju dud, aby ich brzmienie mogło przebić się przez współtowarzyszący instrument.

## Znani dudziarze i wytwórcy dud
- Tadeusz Czwordon (1919-1995) – kolekcjoner instrumentów, budowniczy i dudziarz
- Edward Ignyś (1916-2004) – dudziarz, budowniczy dud i instruktor gry